# Incidente da "Mão da Gália"
O "Incidente da Mão da Gália" (também conhecido por "Mão de Henry" ou "Mão dos Frog") foi um incidente futebolístico ocorrido no dia 18 de novembro de 2009 no Stade de France, em Saint-Denis, nos arredores de Paris. No jogo envolvendo as seleções da França e da Irlanda, o atacante francês Thierry Henry foi o pivô do "escândalo" ao tocar a bola deliberadamente com a mão para dar a assistência para o gol do zagueiro William Gallas.

## Como tudo aconteceu

### O primeiro jogo

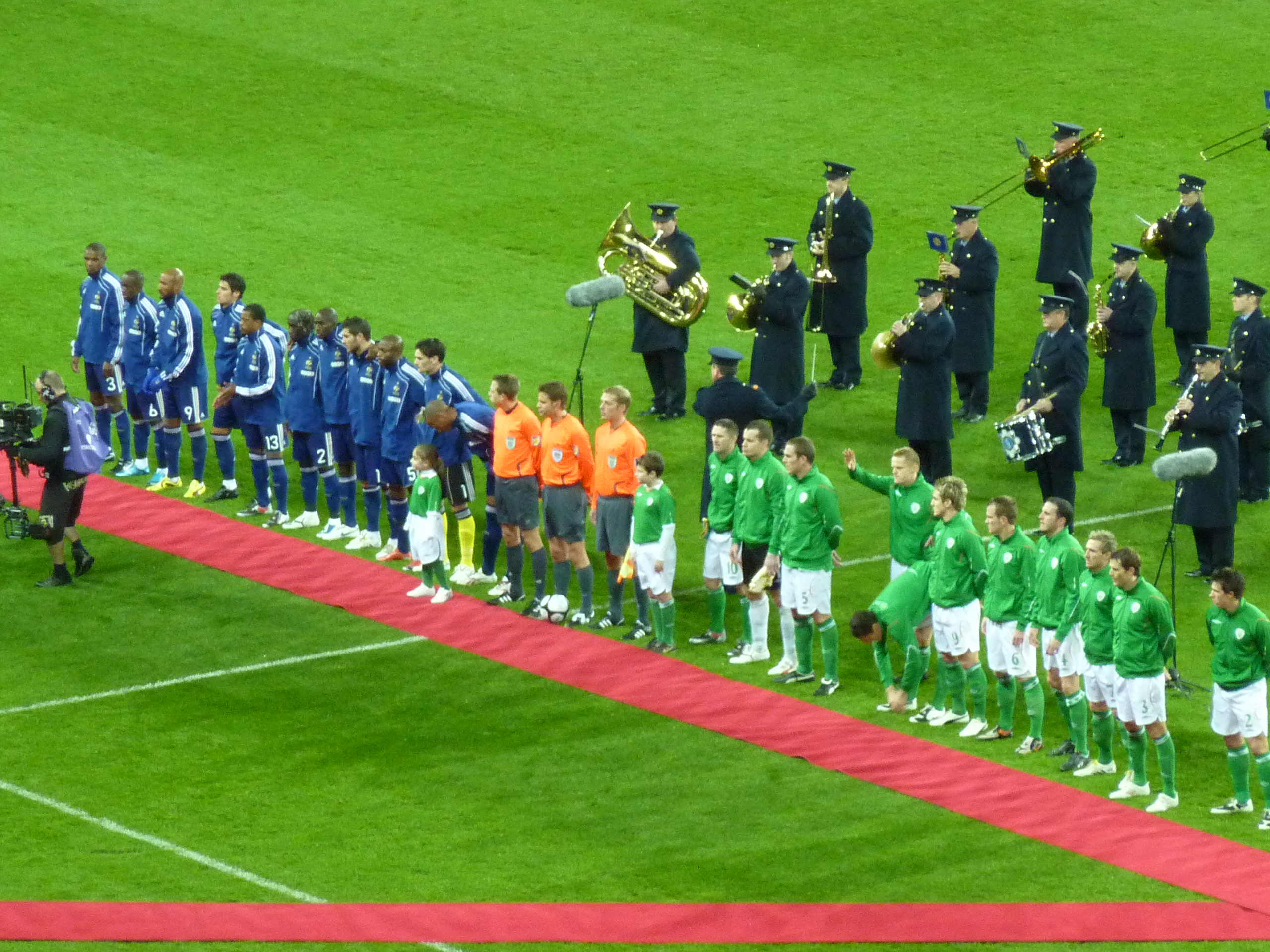
Irlandeses e franceses se perfilam para ouvir os respectivos hinos nacionais no Croke Park.

Anteriormente, no dia 14 de novembro, irlandeses e franceses se encontraram no Croke Park, em Dublin. O jogo terminou em 1 a 0 para os Bleus (gol marcado por Nicolas Anelka). Um empate bastaria para a classificação francesa à Copa de 2010.

## O segundo jogo
Em 18 de novembro, a França jogaria a segunda partida contra a Irlanda necessitando apenas do empate. O jogo começou com os irlandeses atacando enquanto os gauleses tentavam os contra-ataques.
O domínio irlandês se confirmou com o gol de Robbie Keane, aos 32 minutos. A partir daí, os verdes se seguravam na defesa, enquanto a França bombardeava o gol de Shay Given.

### A "mão de Henry"
Se a Irlanda marcasse mais um gol, conquistaria a vaga para a Copa de 2010, porém um lance extremamente polêmico selou o destino dos Verdes e dos Bleus. Após um bate-rebate na área após cruzamento feito por Florent Malouda a partir do círculo central, Thierry Henry coloca deliberadamente sua mão esquerda na bola, e cruzando para o zagueiro Gallas marcar de cabeça, sob os protestos enfurecidos dos irlandeses, que cercaram o árbitro sueco Martin Hansson, mas ele não voltou atrás e validou o gol, achando que o toque de mão fora "involuntário".

## Consequências
O incidente levou a Associação de Futebol da Irlanda (FAI) e do Governo daquele país para a FIFA solicitando que o resultado fosse anulado e o jogo repetido, mas tais apelos foram rejeitados, dois dias depois. A FAI, em resposta, pediu para que a Seleção fosse autorizada a entrar na Copa do Mundo, abrindo uma trigésima-terceira vaga. Henry, visto por muitos no esporte como um jogador extremamente leal, passaria a ser tratado por grande parte dos torcedores (inclusive alguns torcedores da própria França) como "vilão das Eliminatórias" e comparou o lance com a "Mão de Deus", referindo-se ao gol que Diego Maradona fez com a mão na Copa de 1986, e a revista Time colocou o incidente envolvendo "Titi" como uma lista das dez maiores fraudes do esporte.
Henry considerou se aposentar do futebol internacional devido às reações ao jogo, enquanto Martin Hansson chegou a pensar em nunca mais trabalhar como árbitro.
O resultado acendeu o debate sobre a questão do "fair-play" no futebol, ativamente apoiada pela FIFA com o prêmio Fair Play e o Troféu Fair Play. O jogo também teve uma continuação do debate sobre a introdução do vídeo auxiliando a arbitragem no futebol, mas que encontra forte oposição da FIFA, e colocar mais ênfase na proposta de introdução de árbitros assistentes adicionais (RAA),  em julgamento na Liga Europa. Em uma reunião de emergência do Comitê Executivo da FIFA, a entidade anunciou que um inquérito sobre as opções de tecnologia de funcionários extra no futebol seria aberto, mas descartou quaisquer alterações a serem introduzidas durante a Copa de 2010. O caso de Henry foi repassado para o Comité Disciplinar da FIFA para investigação, que decidiu que não poderia sancionar o francês, segundo o texto do Código Disciplinar.

## Opinião dos envolvidos
Sobre o incidente da "mão da Gália", Henry declarou:
.
Henry depois se defendeu contra as críticas:
Após a negativa da FIFA em realizar uma nova partida proposta pela FAI, Henry emitiu mais um comunicado:
O próprio Henry disse que tinha considerado o seu adeus ao futebol internacional após as reações ao incidente, mas foi persuadido a não deixar de atuar pela França por amigos e familiares. Ele criticou a FFF pela falta de apoio, na sequência da controvérsia. Lamentou também a celebração imediata do gol, e refletiu que não informar o árbitro de que tinha cometido um erro.
Henry foi chamado mais tarde pelo então presidente da FIFA, Joseph Blatter, para depor sobre o lance irregular. Blatter declarou que a família do alteta tinha sido ameaçada por torcedores (opinião do atacante).

## Opinião de Martin Hansson
Martin Hansson, o árbitro da partida, disse, em entrevista à rádio Blekinge:

## Opinião de Trapattoni
Sobre o lance, o treinador da Irlanda, o italiano Giovanni Trapattoni, afirmou que ele não colocaria a culpa da eliminação irlandesa em Henry, nem ele esperava que uma repetição da partida iria ocorrer, mas acredita que o incidente poderia trazer ainda mais pressão sobre a FIFA para introduzir a tecnologia na linha do gol.
.
Trapattoni também questionou a escolha do árbitro:
.
Logo após a declaração, Trapattoni também passou a questionar também o formato dos jogos pré-eliminatórios.

### Declarações de Raymond Domenech
Já o comandante da Seleção Francesa, Raymond Domenech, disse sobre o jogo:
Em seguida, Domenech criticou a condenação de Henry e da França, e questionou o direito de ex-jogadores, como Éric Cantona e Bixente Lizarazu, para criticar o seu recorde como treinador da equipe francesa.

## Reação dos jogadores da Irlanda
Robbie Keane, que abriu o caminho da vitória irlandesa no tempo normal, criticou a FIFA e a UEFA, alegando que seria "mágico" que a França se classificou devido a um gol ilegal.
O também atacante Damien Duff disse que ele teria feito o mesmo se tivesse administrado a vantagem da Irlanda:
Vários jogadores, como o próprio Duff, apoiaram o uso de tecnologia no futebol. O zagueiro Seán St Ledger acreditaria que a França fosse colocada em um "Grupo da morte" na Copa, mas temia que os franceses conquistassem o título.
Richard Dunne falou de como ele estava ciente da extensão do envolvimento de Henry, quando o zagueiro sentou-se com o francês em campo no final da partida e o então jogador do Barcelona admitiu o toque de mão. Dunne realmente havia visto o incidente pela primeira vez em um computador no vestiário de sua equipe.
Given foi crítico ao afirmar que Joseph Blatter "esfregou sal na ferida" e seus comentários sobre Henry foram "além de uma piada". O goleiro prosseguiu:

## A "vingança"
Uma pesquisa online feita pelo jornal Le Monde revelou que 88% dos 97 mil entrevistados eram contrários à participação francesa na Copa do Mundo, enquanto uma petição no facebook exigindo uma repetição do jogo teve 500 mil assinaturas.
No final de maio, ainda inconformados com a eliminação de sua seleção para os Bleus, na repescagem europeia da Copa do Mundo, os donos da rede de pizzarias Pizza Hut no país prometeram pizzas grátis para seus clientes se a França sofresse gols na África do Sul.
Na estreia, os franceses ficaram no zero com o Uruguai e a expectativa em torno da promoção só fez aumentar. Na segunda partida, os gauleses sofreram 2 a 0 do México, em partida disputada em Polokwane. Felizes com a derrota francesa, os donos de pizzarias forneceram 350 unidades por gol, mas a quantidade foi limitada para evitar um grande prejuízo.